# 26 Прозерпіна
26 Прозерпіна — астероїд головного поясу, відкритий 5 травня 1853 року.
Тіссеранів параметр щодо Юпітера — 3,379.